# 망나뇽
| 이름   | 이름        | 이름          | 도감번호          | 성비                  |
| 한국어 | 일본어      | 영어          | 도감번호          | 성비                  |
| 미뇽   | ハクリュー  | Dragonair     | 전국 147 성도 246 | 수컷 : 50% 암컷 : 50% |
| 신뇽   | ハクリュー  | Dragonair     | 전국 148 성도 247 | 수컷 : 50% 암컷 : 50% |
| 망나뇽 | カイリュー  | Dragonite     | 전국 149 성도 248 | 수컷 : 50% 암컷 : 50% |
| 포켓몬 | 타입        | 분류          | 신장              | 체중                  |
| 신뇽   | 드래곤      | 드래곤 포켓몬 | 4.0m              | 16.5kg                |
| 망나뇽 | 드래곤/비행 | 드래곤 포켓몬 | 2.2m              | 210.0kg               |

| 특성(숨겨진 특성은 * / 메가진화 특성은 **) |                                                                                       |
| 탈피                                       | 매 턴 종료 시 30% 확률로 상태이상이 회복된다.                                         |
| *이상한비늘                                | 상태이상이 되면 방어가 1.5배가 된다.                                                  |
| 정신력                                     | 풀이 죽지 않는다. 단, 힘껏펀치 실패는 예외. 8세대부터 위협 특성의 효과를 받지 않는다. |
| *멀티스케일                                | HP가 꽉 차 있을 시, 받는 데미지가 반으로 줄어든다.                                    |

《망나뇽》(カイリュー 가이류[*], 영어: Dragonite)은 포켓몬스터 시리즈에 등장하는 가공의 캐릭터(몬스터)다. 미뇽에서 진화한 신뇽이 진화하면 망나뇽이 된다.

## 특징
신뇽의 진화형. 동양의 용과 같은 모습을 한 신뇽으로부터, 손발과 날개를 갖춘 서양의 드래곤과 같은 모습으로 진화를 하여, 색도 파란색으로부터 황색으로 변화했다. 바다에서 난파된 배를 발견하면 그것을 다시 육지까지 데려다 주기도 하는 등 인간에게도 호의적이다. 평소에는 온화하지만 화가 나면 모든 것을 부숴 버린다.

## 게임에서의 망나뇽
신뇽이 레벨 55가 되면 망나뇽으로 진화할 수 있다. 진화 후 비행 타입이 추가되었다. 능력이 전체적으로 높고, 특히 '공격'이 최상급이지만, 드래곤 타입과 비행 타입을 동시에 갖추고 있기 때문에 얼음 타입의 기술에 매우 약하다. 게다가 비행타입 때문에 바위타입 공격에도 취약하다. 특성이 '정신력'이기 때문에 같은 타입의 포켓몬이면서도 '위협'특성을 지닌 보만다에게 밀리는 면도 있다. 근데 숨겨진 특성이 멀티스케일이라 체력만 충분하면 틀깨기를 제외하고 모두 반감이 된다.
《포켓몬스터DP》에서는 타입 일치 기술인 「드래곤 크루」, 「역린」 등의 기술이 물리 기술이 되었기 때문에 높은 공격력을 살릴 수 있게 되었다. 배틀타워에서 종수의 멤버 중 하나이다.
《포켓몬스터 하트골드&소울실버》에서는 신속을 배우고 있는 미뇽을 얻고 유전시킬 수 있기 때문에 더욱 인기를 얻게 되었다.
《포켓몬스터 Pt 기라티나》 버전에서는 하드마운틴의 트레이너 한 명에게서 데이터를 얻을 수 있다. 또한 HG/SS에서는 챔피언 목호(와타루)의 포켓몬으로 3마리가 나온다. 각각 파괴광선, 번개, 불대문자 등의 기술을 가졌으며, 레벨은 각각 레벨 49 두마리, 레벨 50 한마리 (재시합 때는 한 마리로 줄어들고 레벨 75), 이향의 것은 레벨 60이다. 또한 포켓몬고에서도 '이제라도 배우는 리서치'에서는 신뇽을 주고 리서치에서 미뇽의 사탕을 120개 이상을 주기 때문에 초보 유저에게 큰 도움이 되었다.
《포켓몬 유나이트》에서 망나뇽 유나이트 라이션스를 구매하면 사용 가능하다. 게임에서는 5, 8레벨이 되면 진화한다.

## 애니메이션에서의 망나뇽
- 관동 지방편에서는 등대에서 망나뇽의 실루엣을 가진 거대한 포켓몬이 나타난다.
- 오렌지 제도편에서는 오렌지 리그의 헤드 트레이너 강산의 포켓몬으로 등장한다. 압도적인 파워로 지우(사토시)의 리자몽, 꼬부기, 켄타로스를 쓰러뜨리지만, 피카츄의 「번개」에 쓰러진다. 오렌지리그에서는 물대포, 냉동빔, 로켓트박치기, 누르기, 고속이동, 힘껏치기, 용의 분노, 10만 볼트, 번개, 파괴광선 등 기술을 10개를 쓴다.
- 238화에서는 성도 지방의 챔피언 목호의 에이스 포켓몬으로 등장하며 회오리로 로켓단을 날려버리고 난동을 부리던 빨간 갸라도스를 쓰러뜨린다.
- 특별편에서는 오박사의 포켓몬으로 등장했다.
- 《포켓몬스터 DP》 118화에 포켓링가 대회에서 작년 1위 우승자인 폴트의 포켓몬으로 등장했지만 첫 시합에서 진철의 돈크로우에게 패배한다.
- 《포켓몬스터 베스트위시》에서 아이리스의 포켓몬이 된다.
- 무인편에서 지우의 포켓몬이 된다.
- 《포켓몬스터 W》에서는 망나뇽의 섬에서 신뇽이 진화 하는 것을 도와주어 지우의 포켓몬이 되었다.

## 그 외에서의 망나뇽
- 극장판 《뮤츠의 역습》에서 지우에게 포켓몬 성으로의 초대장을 건네주고 날아가 버린다. 각지의 우수한 트레이너에게 초대장을 건네주었다.

## 신뇽
신뇽(ハクリュー 하쿠류[*], 영어: Dragonair 드래거네어[*])의 분류는 드래곤 포켓몬이다.
미뇽의 진화형. 뱀처럼 홀쭉하며 동양의 용과 같은 모습을 하고 있다. 머리와 등은 파란색이고, 배는 흰색이다. 머리 부분에는 작은 뿔과 날개와 같은 형태를 한 귀가 있다. 또 목에 1개, 꼬리에 2개의 수정과 같은 구슬이 있어서, 이 구슬에 의해 기후를 자유자재로 조종하는 능력을 가진다고 여겨진다. 날개는 없지만 하늘을 날 수 있으며, 날 때는 귀가 커진다.
미뇽이 레벨 30에 진화한다. 피카츄, 금, 은, 크리스탈 등 일부 버전에서는 레벨 30 미만의 야생 개체도 존재한다. 관동 지방의 포켓몬 리그 사천왕의 한 명인 목호나 검은먹시티 체육관장 이향이 사용한다.
《포켓몬스터DP》에서는 천관산 4층의 폭포 근처에서 대단한 낚싯대로 낚으면 미뇽의 1/6인 5%확률로 나오지만 레벨은 15~40으로 월등히 높다. Pt 기라티나의 경우, 신뇽을 잡았을 때의 레벨은 20~55로, 잡을 때 레벨이 54이거나 55이면 레벨업 단 한 번으로도 망나뇽으로 진화할 수 있다.
《포켓몬스터》 35화에서 사파리 존의 호수에서 나타나 지우를 구한다.
《포켓몬스터》 253화~256화에서 검은먹시티 체육관 관장 이향의 포켓몬으로 등장한다. 지우와의 대결에서 '파괴광선'을 사용해 피카츄를 제압하지만, 리자몽에게 '지구던지기'를 맞고 쓰러진다.
단편영화 《피카츄 탐험대》에 등장한다. 폭풍우가 지나간 뒤, 무지개가 걸린 포켓몬 골짜기의 상공을 날아간다. 귀를 크게 넓힌 모습을 확인할 수 있다.

## 미뇽
미뇽(ミニリュウ 미니류[*], 영어: Dratini 드래티니[*])의 분류는 드래곤 포켓몬이다.
뱀처럼 홀쭉한 몸에 둥근 눈동자와 특징적인 귀를 가졌다.
《포켓몬스터 크리스탈》및《포켓몬스터 하트골드·소울실버》에서는 '신속'을 배운 미뇽을 얻을 수 있다.
보통 포켓몬 도감에서는 전설의 포켓몬은 일반 포켓몬보다 번호가 나중에 오지만, 미뇽의 경우에는 드래곤 타입의 강한 이미지 덕분에 전설의 포켓몬보다 이후에 위치하고 있다.
《포켓몬스터》에서의 사파리 존에서 나타난다는 소문이 돌아서 잡으려는 사람들이 많다. 한때 로켓단이 잡아가려고 했지만 지우 일행이 그들을 막았다. 성도편에서는 이향의 포켓몬으로 등장하여 후에 신뇽이 된다.

## 같이 보기
- 포켓몬스터
- 포켓몬의 목록